# La Puerta de Segura
La Puerta de Segura is een gemeente in de Spaanse provincie Jaén in de regio Andalusië met een oppervlakte van 98 km². La Puerta de Segura telt 2.435 inwoners (1 januari 2016).